# 史蒂芬·韋伯
史蒂芬·韋伯（英語：Stephen Webb，1963年2月25日—）是一位英国物学家和科普作家，现为樸茨茅斯大學教授，主要从事量子色動力學方面的研究，科普作品有《世界之外》（Out of this World） 《如果有外星人，他们在哪：米悖论的75种解释》（If the Universe Is Teeming with Aliens... Where Is Everybody ? : Fifty Solutions to Fermi's Paradox and the Problem of Extraterrestrial Life）等。

## 生平
史蒂芬·韋伯于1984年在布里斯托大学获得物理学学士学位，1988年于曼彻斯特大学获得理论物理学博士学位。